# Tephrina hopfferaria
Tephrina hopfferaria är en fjärilsart som beskrevs av Otto Staudinger 1879. Tephrina hopfferaria ingår i släktet Tephrina och familjen mätare. Inga underarter finns listade i Catalogue of Life.